# Genicanthus
Genicanthus – rodzaj ryb z rodziny pomakantowatych.

## Klasyfikacja
Gatunki zaliczane do tego rodzaju:

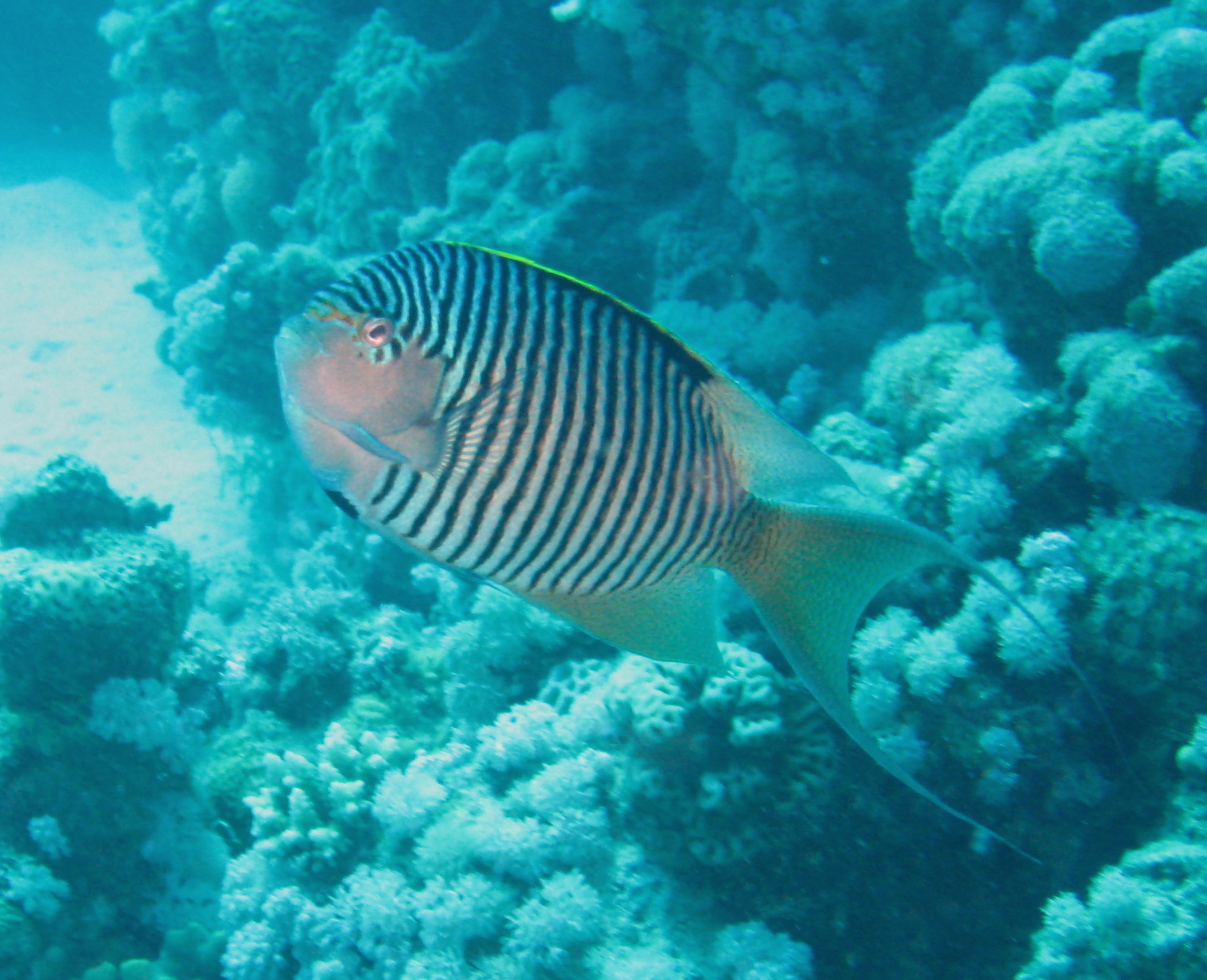
Genicanthus bellus
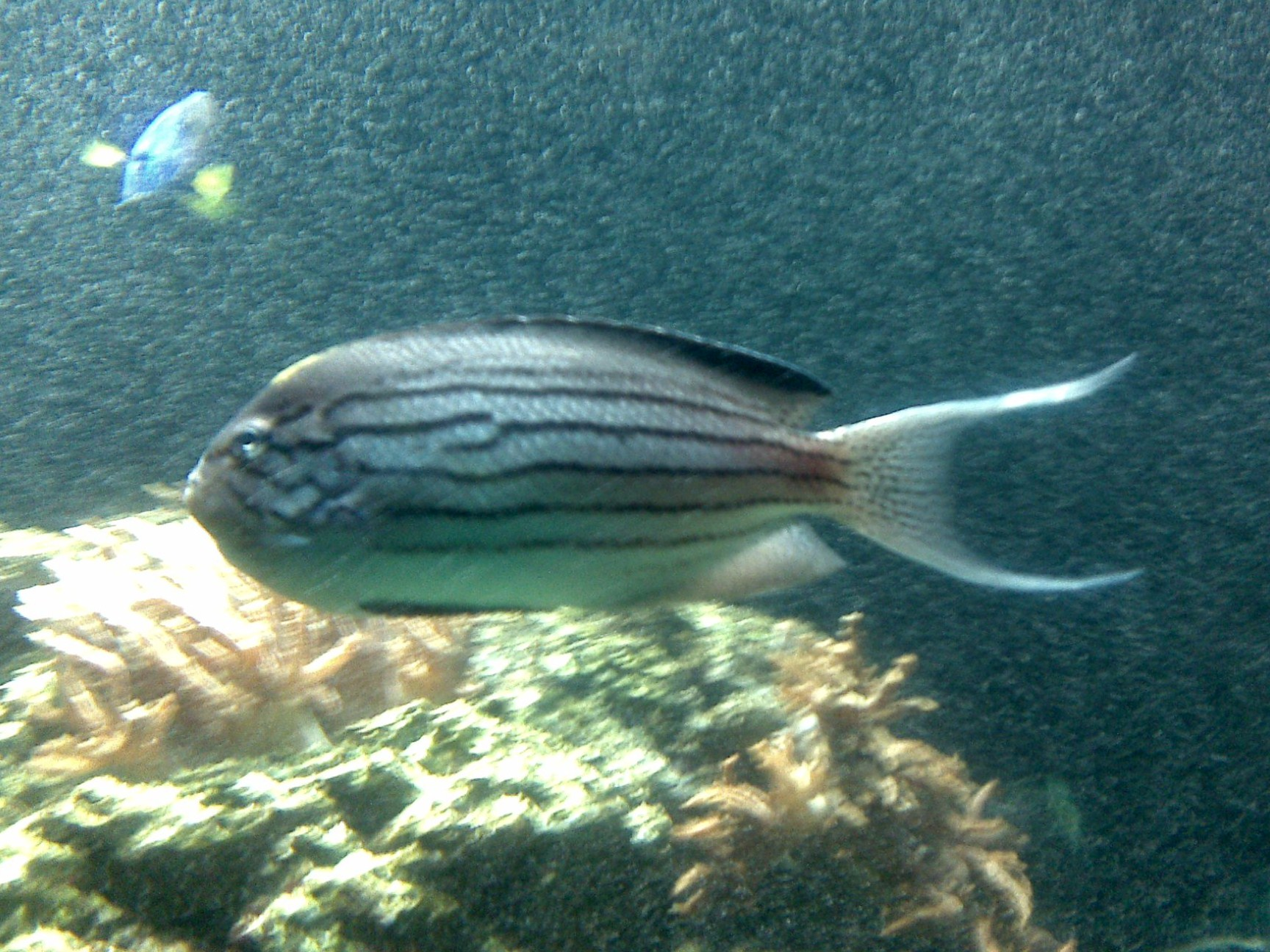
Genicanthus caudovittatus
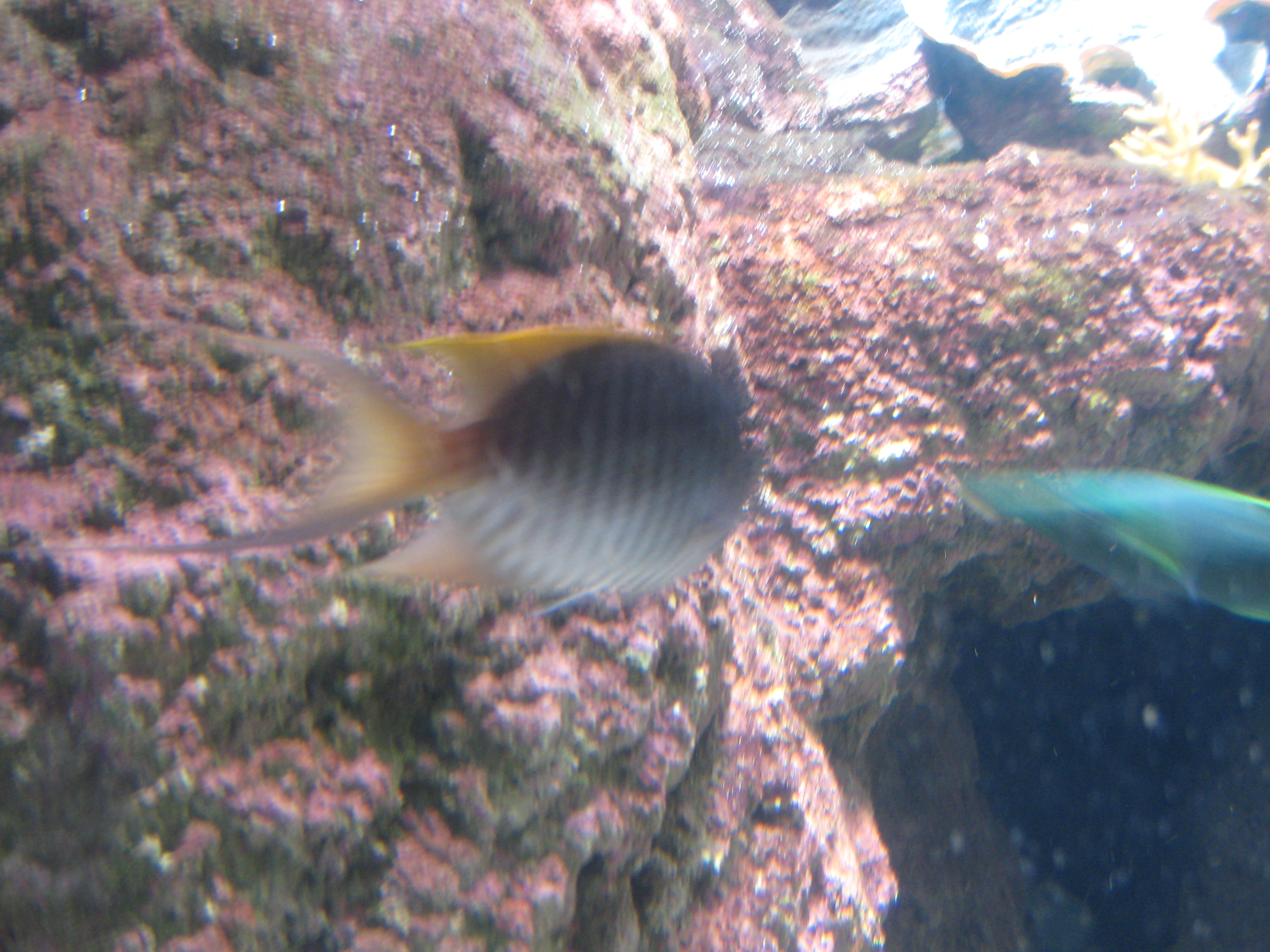
Genicanthus lamarck
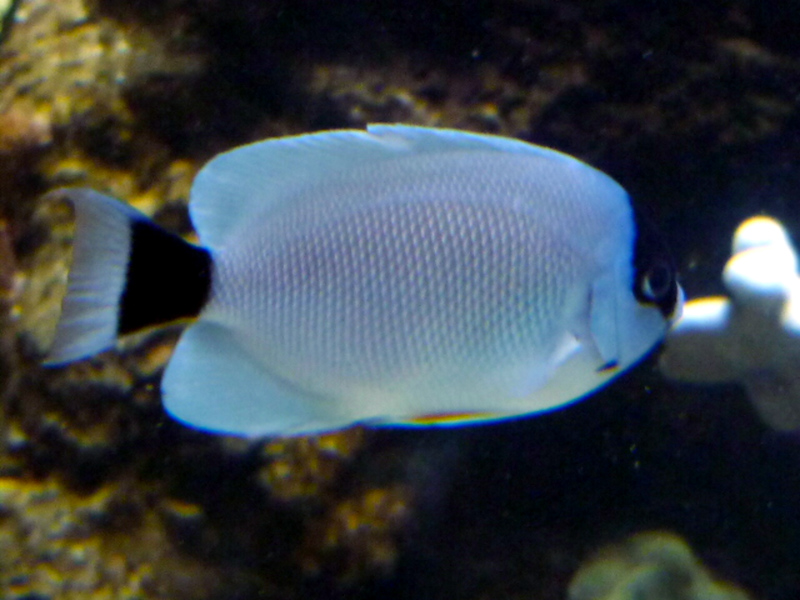
Genicanthus melanospilos
- Genicanthus personatus
- Genicanthus semicinctus
- Genicanthus semifasciatus
- Genicanthus spinus
- Genicanthus takeuchii
- Genicanthus watanabei

- Genicanthus caudovittatus
- Genicanthus lamarck
- Genicanthus melanospilos
- Genicanthus personatus